# Addicted (EP de Best Life Music)
Pour les articles homonymes, voir Addicted (homonymie).
Addicted est le prochain premiere EP du groupe burundais Best Life Music. La sortie en ligne de l'album avait été prévue pour le 6 septembre 2019 selon le programme établit par le label Empire Avenue qui a la charge du groupe.

## Genèse
Best Life Music a commencé à travailler sur l'album et à enregistrer des morceaux en studio quelques semaines avant la sortie de leur deuxième mixtape Arrependimento II prévue pour fin 2015, Après sa sortie, ils ont continué de travailler sur l'album depuis 2016 jusqu'à nos jours,.

## Liste des pistes
| 1.    | Intro (featuring Belle 9ice)            | Trick On The Beat        | 0:55 |
| 2.    | Fata                                    | Amir Pro                 | 3:11 |
| 3.    | Ntunsige                                | Kolly Da Magic           | 3:52 |
| 4.    | Nyampinga                               | Andre On The Beat        | 3:01 |
| 5.    | Down Low                                | Andre On The Beat        | 3:07 |
| 6.    | Turn Me On                              | Andre On The Beat        | 3:34 |
| 7.    | Gimme That (Featuring Sally Boss Madam) | Kolly Da Magic & Dj Kboz | 3:48 |
| 8.    | Yo Heart                                | Andre On The Beat        | 2:55 |
| 24:23 |                                         |                          |      |